# Đội tuyển bóng đá bãi biển quốc gia Trung Quốc
Đội tuyển bóng đá bãi biển quốc gia Trung Quốc đại diện  Trung Quốc ở các giải thi đấu bóng đá bãi biển quốc tế Hiệp hội bóng đá Trung Quốc, tổ chức quản lý bóng đá ở Trung Quốc.

## Đội hình hiện tại
Chính xác tính đến tháng 7 năm 2012
Ghi chú: Quốc kỳ chỉ đội tuyển quốc gia được xác định rõ trong điều lệ tư cách FIFA. Các cầu thủ có thể giữ hơn một quốc tịch ngoài FIFA.
| Số | VT | Quốc gia | Cầu thủ             |
| -- | -- | -------- | ------------------- |
| 1  | TM |          | Han Yn              |
| 2  | HV |          | Han Xo (đội trưởng) |
| 3  | HV |          | Lyu Ys              |
| 5  | HV |          | Sun Gr              |
| 6  | TV |          | Hao Mh              |

| Số | VT | Quốc gia | Cầu thủ |
| -- | -- | -------- | ------- |
| 8  | TV |          | Cai Wm  |
| 9  | TĐ |          | Olu H   |
| 10 | TĐ |          | Wan Ch  |
| 12 | TM |          | Sun D   |

Huấn luyện viên: Ross Ongaro

## Thành tích giải đấu

### Giải vô địch bóng đá bãi biển thế giới
- 1995 đến 2005 – Không tham dự
- 2006 – Không vượt qua vòng loại
- 2007 – Không vượt qua vòng loại
- 2008 – Không vượt qua vòng loại
- 2009 – Không vượt qua vòng loại
- 2011 – Không vượt qua vòng loại

### Vòng loại giải vô địch bóng đá bãi biển thế giới khu vực châu Á (Giải vô địch bóng đá bãi biển châu Á)
| Thành tích Giải vô địch châu Á | Thành tích Giải vô địch châu Á | Thành tích Giải vô địch châu Á | Thành tích Giải vô địch châu Á | Thành tích Giải vô địch châu Á | Thành tích Giải vô địch châu Á | Thành tích Giải vô địch châu Á | Thành tích Giải vô địch châu Á | Thành tích Giải vô địch châu Á | Thành tích Giải vô địch châu Á | Thành tích Giải vô địch châu Á |
| Năm                            | Vòng                           | St                             | W                              | WE                             | WP                             | B                              | BT                             | BB                             | DIF                            | Đ                              |
| ------------------------------ | ------------------------------ | ------------------------------ | ------------------------------ | ------------------------------ | ------------------------------ | ------------------------------ | ------------------------------ | ------------------------------ | ------------------------------ | ------------------------------ |
| 2006                           | Hạng tư                        | 4                              | 1                              | 0                              | 0                              | 3                              | 10                             | 16                             | -6                             | 3                              |
| 2007                           | Hạng năm                       | 2                              | 0                              | 0                              | 1                              | 1                              | 6                              | 7                              | -1                             | 1                              |
| 2008                           | Hạng tư                        | 4                              | 1                              | 0                              | 0                              | 3                              | 6                              | 19                             | -13                            | 3                              |
| 2009                           | Hạng bảy                       | 3                              | 0                              | 0                              | 0                              | 3                              | 4                              | 14                             | -10                            | 0                              |
| 2011                           | Hạng năm                       | 4                              | 2                              | 0                              | 0                              | 2                              | 10                             | 9                              | +1                             | 6                              |
| 2013                           | Hạng bảy                       | 5                              | 3                              | 0                              | 0                              | 2                              | 33                             | 18                             | +15                            | 9                              |
| 2015                           | Hạng sáu                       | 6                              | 2                              | 0                              | 1                              | 3                              | 16                             | 28                             | -12                            | 7                              |
| 2017                           | Hạng 12                        | 4                              | 0                              | 0                              | 0                              | 4                              | 3                              | 24                             | -21                            | 0                              |
| Tổng cộng                      | 8/8                            | 31                             | 9                              | 0                              | 2                              | 21                             | 88                             | 135                            | -47                            | 29                             |

Ghi chú: Thắng ở Thời gian chính thức W = 3 Điểm / Thắng ở Hiệp phụ WE = 2 Điểm / Thắng ở Loạt sút luân lưu WP = 1 Điểm / Thua L = 0 Điểm

### Đại hội thể thao bãi biển châu Á
| Thành tích Đại hội thể thao bãi biển châu Á | Thành tích Đại hội thể thao bãi biển châu Á | Thành tích Đại hội thể thao bãi biển châu Á | Thành tích Đại hội thể thao bãi biển châu Á | Thành tích Đại hội thể thao bãi biển châu Á | Thành tích Đại hội thể thao bãi biển châu Á | Thành tích Đại hội thể thao bãi biển châu Á | Thành tích Đại hội thể thao bãi biển châu Á | Thành tích Đại hội thể thao bãi biển châu Á | Thành tích Đại hội thể thao bãi biển châu Á | Thành tích Đại hội thể thao bãi biển châu Á |
| Năm                                         | Vòng                                        | St                                          | W                                           | WE                                          | WP                                          | B                                           | BT                                          | BB                                          | DIF                                         | Đ                                           |
| ------------------------------------------- | ------------------------------------------- | ------------------------------------------- | ------------------------------------------- | ------------------------------------------- | ------------------------------------------- | ------------------------------------------- | ------------------------------------------- | ------------------------------------------- | ------------------------------------------- | ------------------------------------------- |
| 2008                                        | Tứ kết                                      | 4                                           | 1                                           | 0                                           | 1                                           | 2                                           | 12                                          | 12                                          | 0                                           | 4                                           |
| 2010                                        | Hạng tư                                     | 6                                           | 4                                           | 0                                           | 0                                           | 2                                           | 20                                          | 23                                          | -3                                          | 12                                          |
| 2012                                        | Á quân                                      | 6                                           | 3                                           | 0                                           | 1                                           | 2                                           | 20                                          | 14                                          | +6                                          | 10                                          |
| 2014                                        | Hạng tám                                    | 5                                           | 1                                           | 0                                           | 0                                           | 4                                           | 18                                          | 21                                          | -3                                          | 3                                           |
| 2016                                        | Hạng 10                                     | 2                                           | 0                                           | 0                                           | 0                                           | 2                                           | 8                                           | 16                                          | -8                                          | 0                                           |
| Tổng cộng                                   | 5/5                                         | 23                                          | 9                                           | 0                                           | 2                                           | 12                                          | 78                                          | 86                                          | -8                                          | 29                                          |

### BSWW Mundialito
| BSWW Mundialito record | BSWW Mundialito record | BSWW Mundialito record | BSWW Mundialito record | BSWW Mundialito record | BSWW Mundialito record | BSWW Mundialito record | BSWW Mundialito record | BSWW Mundialito record | BSWW Mundialito record | BSWW Mundialito record |
| Năm                    | Vòng                   | St                     | W                      | WE                     | WP                     | B                      | BT                     | BB                     | DIF                    | Đ                      |
| ---------------------- | ---------------------- | ---------------------- | ---------------------- | ---------------------- | ---------------------- | ---------------------- | ---------------------- | ---------------------- | ---------------------- | ---------------------- |
| 2012                   | Hạng tư                | 3                      | 0                      | 0                      | 0                      | 3                      | 3                      | 18                     | -15                    | 0                      |
| 2016                   | Hạng tư                | 3                      | 0                      | 0                      | 0                      | 3                      | 2                      | 38                     | -36                    | 10                     |
| Tổng cộng              | 2/20                   | 6                      | 0                      | 0                      | 0                      | 6                      | 5                      | 56                     | -51                    | 0                      |

### Giải vô địch bóng đá bãi biển thế giới
- 1995 đến 2005 – Không tham dự
- 2006 – Không vượt qua vòng loại
- 2007 – Không vượt qua vòng loại
- 2008 – Không vượt qua vòng loại
- 2009 – Không vượt qua vòng loại
- 2011 – Không vượt qua vòng loại

### Vòng loại giải vô địch bóng đá bãi biển thế giới khu vực châu Á (Giải vô địch bóng đá bãi biển châu Á)
- 2006 – Hạng tư
- 2007 – Hạng năm
- 2008 – Hạng tư
- 2009 – Hạng bảy
- 2011 – Hạng năm
- 2013 – Hạng bảy
- 2015 – Hạng sáu
- 2017 – Hạng 11

### Đại hội thể thao bãi biển châu Á
- 2008 – Tứ kết
- 2010 – Hạng tư
- 2012 – Á quân
- 2014 – Hạng tám
- 2016 – Hạng 10

## Kết quả gần đây

### 2017
| 4 tháng 3 năm 2017 Giải vô địch bóng đá bãi biển châu Á 2017 | Trung Quốc | 0–5      | Bahrain                                             | Pantai Batu Buruk, Kuala Terengganu                           |  |
| 14:30 UTC+8                                                  |            | Chi tiết | Jamal 1', 17' · Ahmed 31' · Abdulla 31' · Salem 35' | Lượng khán giả: 600 Trọng tài: Bakhtiyor Namazov (Uzbekistan) |  |

| 5 tháng 3 năm 2017 Giải vô địch bóng đá bãi biển châu Á 2017 | Afghanistan                                                         | 7–2      | Trung Quốc       | Pantai Batu Buruk, Kuala Terengganu                                             |  |
| 14:30 UTC+8                                                  | Mohammadi 3', 17' · Sharifi 16' · Qaderi 11', 20', 28' · Gulzar 35' | Chi tiết | Qiu 11' · Li 16' | Lượng khán giả: 200 Trọng tài: Ebrahim Yousef Almansoori (United Arab Emirates) |  |

| 7 tháng 3 năm 2017 Giải vô địch bóng đá bãi biển châu Á 2017 | Trung Quốc | 0–10     | Iran | Pantai Batu Buruk, Kuala Terengganu                            |  |
| 16:00 UTC+8                                                  |            | Chi tiết | Mokhtari 1', 8', 13' · Boulokbashi 6', 31' · Mesigar 6' · Hosseini 10' · Nazem 13' · Moradi 14' · Akbari 19' | Lượng khán giả: 150 Trọng tài: Fallah Hassan Al Balushi (Oman) |  |

| 8 tháng 3 năm 2017 Giải vô địch bóng đá bãi biển châu Á 2017 | Malaysia               | 2–1      | Trung Quốc | Pantai Batu Buruk, Kuala Terengganu                     |  |
| 14:30 UTC+8                                                  | Yusof 2' · Mohamad 12' | Chi tiết | Liu 16'    | Lượng khán giả: 715 Trọng tài: Yuichi Hatano (Nhật Bản) |  |

| 11 tháng 5 năm 2017 Giao hữu | Trung Quốc | 4–4 (s.h.p.) (3–1 p) | Cộng hòa Séc | Tangshan |  |
|                              |            |                      |              |          |  |

| 12 tháng 5 năm 2017 Giao hữu | Trung Quốc | 2–1 | Chile | Tangshan |  |
|                              |            |     |       |          |  |

| 13 tháng 5 năm 2017 Giao hữu | Trung Quốc | 2–10 | Hungary | Tangshan |  |
|                              |            |      |         |          |  |

| 18 tháng 8 năm 2017 Giao hữu | Trung Quốc | 1–8 | Uruguay | Tangshan |
| 10:00 UTC+8                  |            |     |         |          |

| 19 tháng 8 năm 2017 Giao hữu | Trung Quốc | 1–4 | México | Tangshan |
| 10:00 UTC+8                  |            |     |        |          |

| 20 tháng 8 năm 2017 Giao hữu | Trung Quốc | 4–6 | Perú | Tangshan |  |
|                              |            |     |      |          |  |

| 23 tháng 8 năm 2017 Giao hữu | Trung Quốc | 1–6 | Perú | Dalian |
| 15:00 UTC+8                  |            |     |      |        |

| 24 tháng 8 năm 2017 Giao hữu | Trung Quốc | 1–9 | México | Dalian |
| 17:00 UTC+8                  |            |     |        |        |

| 25 tháng 8 năm 2017 Giao hữu | Trung Quốc | 2–4 | Uruguay | Dalian |
| 17:00 UTC+8                  |            |     |         |        |

| 10 tháng 11 năm 2017 Giao hữu | Trung Quốc | 2–4 | Malaysia | Baisha Gate Park, Haikou |
| 13:30 UTC+8                   |            |     |          |                          |

| 11 tháng 11 năm 2017 Giao hữu | Trung Quốc | 0–6 | Oman | Baisha Gate Park, Haikou |
| 14:00 UTC+8                   |            |     |      |                          |

| 12 tháng 11 năm 2017 Giao hữu | Trung Quốc | 0–1 | Afghanistan | Baisha Gate Park, Haikou |
| 14:00 UTC+8                   |            |     |             |                          |